# 星艦戰將
《星艦戰將》（也译作《宇宙戰士》或《星船伞兵》）是一部1959年出版、由羅伯特·海萊因执笔的科幻小说。故事內容以第一人稱描述一名叫胡安·里哥（Juan Rico）的年輕士兵，在地球联邦（Terran Federation）的機動步兵團（Mobile Infantry）中服役的種種經歷。在故事中，未來人類政府與名為假蜘蛛族（Pseudo-Arachnids，一般稱之為「蟲族」）的外星種族展開星際戰爭。由於作者自己曾經讀過軍校，並在海軍服役，所以儘管這是部科幻小說，軍事上的描寫卻頗為扎實。另外，作品中滲入了不少太平洋戰爭等真實戰爭的影子，如開戰時蟲族奇襲了布宜諾斯艾利斯，而地球聯邦的反擊類似二戰時美軍的跳島戰術。
小說中涉及了政治體制的運作，引來了一些爭議與批評。部分批評指出蟲族是影射共产集团，而故事中的地球聯邦也被批評是軍國主義。這部作品也被公認是強化外骨骼裝甲的概念先驅，並且影響了之後的眾多科幻作品。《星艦戰將》於1960年獲得雨果獎最佳小說。
這本小說曾數度被翻拍為影像作品，包括了1988年的同名動畫以及1997年的同名電影，不過後者並不算是忠實的改編作品，內容有許多變更，與原作有不小的差異。

## 主要角色
- 胡安·「強尼」·里哥（Juan "Johnnie" Rico）

本作品的主角。一个富有的菲律宾裔家族的独生子。里哥自愿入伍，進入了地球聯邦機動步兵師團（Mobile Infantry Division）服役，在加拿大西部的亞瑟·居禮新兵訓練营（Camp Arthur Currie）接受完基本训练后，以二等兵身分被分發到第一機動步兵師團第三團Ｋ連「威利野貓」。里哥第一次参加实战是联邦军冒然进攻虫族母星克伦达苏的「蟲屋作戰」（Operation Bughouse，Bughouse意為「瘋人院」；因為作戰失敗之慘況，此一行動亦被戲稱「瘋人院作戰」Operation Madhouse）。他所屬的聯隊在此戰役中的伤亡超过了80％。之後，他被调遣到「拉扎克的硬漢子」排（Rasczak's Roughnecks）并晋升为下士。之后在好友王牌下士（Corporal Ace）的鼓励下进入军官学院。在實習軍官時期被分派到第一機動步兵師第三團Ｄ連「布萊奇的惡棍」（Blackie's Blackguards），並成功地指挥部队完成了有关键战略意义的“王族作戰”（Operation Royalty）。之後強尼晉身至中尉。在小说最后，里哥成为了“里哥的硬漢子”（Rico's Roughnecks）的指挥官，而新訓營時期的任教官则成了其下的中尉，父親亦成為自己排中的中士。
- 查尔斯·任（Charles Zim）

強尼在新兵营的教官兼连长。小說中期原是營士官长，在強尼的見習軍官時期降職成为強尼的排士官長。在“王族作戰”中，獨自襲擊了蟲洞并且俘虏了第一隻腦蟲（Brain Bug），小說最后成为中尉并名誉晋升为上尉。
- 尚·V·杜博中校（Lieutenant Colonel Jean V. Dubois）

強尼高中時代的“历史与道德哲学”课的老師，曾经服役于机动步兵，在失去一只手臂后退役。他曾写信鼓励当时正在新兵营的強尼使其没有放弃。许多读者认为杜博其实是作者海因莱因在小说中的化身。
- 拉扎克中尉（Lieutenant Rasczak）

強尼的排长，“拉扎克的硬漢子”指挥官，被部下统一尊称为“中尉”。后来在救援两名士兵时战死。
在电影与電視版中，拉扎克中尉融合了小说中的拉扎克中尉與杜博中校两个角色。
- 傑羅中士（Sergeant Jelal）

強尼的士官长，外号“果冻”（Jelly）。芬蘭土耳其人。在拉扎克中尉阵亡后成为了代理排长。否决了同袍们想将“拉扎克的硬漢子”改名“果冻的美洲豹”（Jelly's Jaguars）之提议。之后晋升为上尉。小说后期在一場作战中失去了双腿。
- 艾爾·詹金斯（Al Jenkins）

強尼在新訓營的好友，之後成為「威利野貓」與「硬漢子」時代的隊友。艾爾最後因為拯救隊友「神父」而雙雙戰死。
- “王牌”·莱维下士（Career Corporal "Ace" Levy）

強尼在“拉扎克的硬漢子”中的班长。在強尼升任下士并成为助理指挥官（职权因此超过了王牌）后对強尼出言不逊，两人在淋浴时大打出手。后来王牌逐渐对強尼产生尊重，并帮助他获得了全排的尊敬，后期更是鼓励強尼报考军官学院。
- “暈眩”·弗洛雷斯二等兵（Private Dizzy Flores）

“拉扎克的硬漢子”第六班的成员。在吉拉尔中士第一次指挥“硬漢作战”时被瘦人击伤，虽然被王牌和強尼救回但是在返回星舰的路上伤重不治而死。
弗洛雷斯在小说中為男性，而电影版與電視版中则改成了女性，角色的劇情份量有加重，并与強尼為高中同學，之後成為情侶。
- 卡门希妲“卡門”·伊班尼兹（Carmen Ibanez）

強尼的高中同学和暗恋对象，也是他志愿参军的原因之一。卡门因为数学和体操成绩优异而成为了海軍驾驶员。
- 卡尔（Carl）

強尼高中最好的朋友，两人同一天参军。卡尔被分派到冥王星上的“星区研究发展所”（Starside Research & Development）工作，小说后期死於虫族的一場袭击。
在电影中的名稱為卡爾·詹金斯（Carl Jenkins），且被描绘成了具有超感官能力的天才，并且有生存下來。
- 「荷蘭人」·班博格一等兵（Private First Class "Dutch" Bamburger）

強尼第一次参加实战时的同班老兵。最初对和強尼这样一个初出茅庐的新兵合作很是不满。於蟲屋行动中，在撤退命令发布前战死。
- 何中士（Fleet Sergeant Ho）

联邦征兵官员，強尼与卡尔入伍的见证人。过去服役时失去了双腿与右臂，在征兵处工作时经常不裝上義肢，使來申請入伍的人了解到战争的风险。
- 埃米里歐·里哥（Emilio Rico）

強尼的父亲，一个富有的菲律宾裔商人。最初反对儿子的参军计划，但是当妻子死于虫族袭击后入伍参战，在強尼成长为职业军官后成为“里哥的硬漢子”排的中士。
- 雷德少校（Major Reid）

強尼在军官学院的“历史与道德哲学”课教导员，双目已失明。
- “紅髮”·格林（"Red" Greene）

強尼在“硬漢子”的首任班长，強尼曾因为顶嘴而被他痛揍一顿，之后两人和好。強尼的首次升职就是莱德推荐。
- 狄奧多·Ｃ·「泰德」·亨德里克（Theodore C. "Ted" Hendrick）

新兵营应征者，为了日后能够步入政坛而参军。曾经公开质疑兵营的飞刀教程，之后因为违背命令加上殴打上级军官（任）而被送上军事法庭。因为富兰克尔上尉的干预免遭处决，被鞭挞十下并勒令退伍，从而失去了公民身份及日后参政的权利。
- 弗兰克尔上尉（Captain Frankel）

新兵营营长。曾用摆弄司法的手段帮助触犯军法的新兵免遭处死。
- N·L·迪灵傑（N. L. Dillinger）

新兵营逃兵，后绑架幼女并撕票后被依军法處以絞刑。

### 敵人
- 蟲族（Bugs）：正式名稱為假蜘蛛族（Psuedo-Arachnids），類似社會性昆蟲的外星智慧生物集合體，分多种社会等级。
- 瘦人（Skinnies）：與虫族同盟的外星人，但因為見識到地球人的先進武力威脅而轉而與人類同盟。

### 地點
- 地球（Terra）：人類的家園（在科幻小說中常以"Terra"代稱地球），故事中的新兵訓練地。
- 遥地（Faraway）：被蟲族攻佔的人類殖民地。
- 黑斯珀洛斯（Hesperus）：人類殖民地。
- 伊斯坎德尔（Iskander）：人類殖民地。
- 克伦达苏（Klendathu）：蟲族母星，“蟲屋行動”〔Operation Bughouse〕的地點。
- Ｐ行星（Planet P）：被蟲族攻佔作為前進基地的星球，在“王族行动”〔Operation Royalty〕中遭到機動步兵團的攻擊，第一次捕捉到蟲族首領的地點，也是里科第一次擔任軍官指揮的戰鬥。
- “圣地”（Sanctuary）：小行星，外圍設有星際船塢，機動步兵團總部。
- “冥府”（Sheol）：蟲族殖民地，後來被人類摧毀。
- “福吉谷”号（Valley Forge）：“威利的野猫”连（Willie's Wildcats）的運輸护卫星艦，在“蟲屋行動”中與友舰“伊珀尔”号（Ypres）相撞，後來這兩艘船也參與了第二次對克伦达苏的攻擊行動〔電影版〕。
- “罗杰·杨”号（Rodger Young）：“拉扎克的硬漢子”排（Rasczak's Roughnecks）的運輸星艦。

（這是基於真實人物的命名：Rodger Wilton Young，一等兵，隸屬美國陸軍第三十七步兵師、第一四八步兵連，1918年4月28日出生於美國俄亥俄州的提佛利，1943年7月31日陣亡於南太平洋所羅門群島的新喬治亞島。羅吉爾在所屬的班被日軍機槍陣地的火力壓制時，獨自對機槍陣地發動攻擊，最後雖然摧毀了機槍陣地，但是其間中彈三次，最後還是陣亡。由於羅吉爾勇敢的行動，解救了戰友從不可能的情況下，安全撤離敵陣。他在死後，被追贈榮譽勳章。）

### 裝備
- 動力裝甲（Powered Armor）：原著中地球聯邦軍機動步兵部隊的標準重裝備，視使用者穿著後身高超過2公尺，全備重量將近1噸，具備動作同步式驅動系統與核生化防護系統的動力裝甲服，外殼覆以輕合金，能有效防護輕兵器或炸彈破片的攻擊。由於能同步運動再加上動力增幅，所以大幅提升士兵的防護力，運動能力與生存性。
- 火焰發射器（Burners / Flamers）
- 星艦
- 小型戰術核彈發射器（Tactical warhead launcher）
- 空降莢艙 ── 穿著動力裝甲的士兵，自星球上空軌道進行降落用消耗性裝備
- Ｙ型發射架（Y-Rack）：動力裝甲肩部武裝裝備，可以自動裝填，向左右兩側發射榴彈
- 毒氣彈「烈酒」（Gas bomb "Tanglefoot"）：針對蟲族設計的神經毒氣。
- 廣播功能定時炸彈：特別運用於恐嚇蟲族的盟友「瘦人」（Skinnies）用特製炸彈，丟出去後會自動以敵方語言倒數計時再爆炸。

## 改編作品

### 電影
同名電影於1997年上映，預算1億美金，由保羅·范赫文執導。
電影的續集《星河战队2：联邦英雄》（Starship Troopers 2: Hero of the Federation）於2004年直接發行DVD，預算700萬美金，規模與評價皆不及前作。故事描寫一個前哨站被蟲族故意圍困，使新型寄生蟲寄生於高階將軍身上回到联邦滲透，最後蟲族計畫挫败而只剩知悉情況的一人逃出。
電影的第3集《星河战队3：掠夺者》（Starship Troopers 3: Marauder）於2008年发行，也是直接發行DVD，預算2000萬美金。評價比第二集略好，最大差異就是補完了機動裝甲的劇情使其與原作相近，同时還專門配合劇情做了一首主題曲，但由于预算不足，画面比较粗糙，特效痕迹也较明显。故事敘述第一集中抓回的首腦蟲在拷問中反洗腦了星盟的空軍元帥，元帥裡應外合讓蟲族消滅一座農業星球的據點並嫁禍給第一集的主角（已升為該基地上校）之後蟲族故意擊落元帥座艦，讓其帶著知道艦隊總基地座標的女主角艦長前往大型"神蟲"所在星球，然而地球上情報體系已經識破元帥之叛變，所以赦免男主角並投入新研發的7台機動裝甲和主力艦前往救援，最後千均一髮完成任務大舉消滅蟲族並炸毀王蟲星球。
2012年，美国與日本合作推出電腦動畫作品《星艦戰將：侵略者》（Starship Troopers: Invasion）做為電影第4部。讲述的是卡尔‧霍金斯執意捕獲虫族女王，結果卻讓女王从而控制星舰到达地球。本部作品再度將焦點聚焦於强尼、卡门、卡尔三人组。2017年推出的续集《星河戰隊5》为该系列的第5部电影版。
早於2011年12月，《玩命關頭》與《我是傳奇》的監製尼爾·H·摩里茲宣布，計劃重拍《星艦戰將》，他聲稱該電影會更忠實於原作。2014年5月30日，梅根·艾利森的製片公司Annapurna Pictures將參與電影的製作。2016年11月，宣布，重拍電影已進入計畫，並由《佛萊迪大戰傑森之開膛破肚》的編劇搭檔馬克·斯威夫特與丹米安·薛諾共同撰寫劇本。

### 動畫
- 日本拍攝的OVA動畫版《宇宙戰士》（宇宙の戦士）於1988年發行，全6集。動畫版保留了原著小說日文版插圖中的動力裝甲服設計，而就這點而言，這部動畫版可能是目前為止本作最忠實的改編版本。
- 1999年，索尼和哥伦比亚合资制作了名为《硬汉部队：星河战队历代记》（Roughnecks: Starship Troopers Chronicles）的3D動畫系列，导演与制片仍是保罗·范赫文。劇中融合了電影的故事元素以及原著的背景、裝備設定（例如動力裝甲）。系列原定为传统的2D动画，但是索尼签约了Foundation Imaging（现已解散）之后成为了CGI动画，之后更是加盟了Flat Earth Productions、Hyper Image、“彩虹工作室”（Rainbow Studios，现THQ下属）等特效公司协助制作。系列分“冥王星”（Pluto）、“海德拉”（Hydora）、“托菲特”（Tophet）、“泰斯卡”（Tesca）、“泽菲尔”（Zephyr）、“克伦达苏”（Klendathu）、“追踪”（Trackers）、“家鄉”（Homefront）八个章节外加四部短片，本计划总40集，但是因为资金问题只完成了36集，片尾的决战部分没能面世。而网上则一直有人呼吁制作方将系列补全。

### 遊戲
- Avalon Hill於1976年製作了星艦戰將的棋盤遊戲，於1997年又製作了基於電影的新版本《Starship Troopers: Prepare for Battle》。
- 一名程式設計師於1982年製作了名叫《Klendathu》的遊戲，裡頭的蟲族相較於電影，更為符合原著的描述。
- 1998年，Mythic Entertainment製作了一款名叫《Starship Troopers: Battlespace》的遊戲，玩家可以在遊戲中選擇扮演蟲族或是聯邦。這款遊戲只提供給美國線上的註冊用戶。
- 2000年，即時戰略遊戲：《Starship Troopers: Terran Ascendancy》推出，由Blue Tongue Entertainment製作、Atari發行。遊戲同時採用了電影的戰鬥服以及原著的動力裝甲。
- 2005年，Empire Interactive推出了接續電影世界觀的同名第一人稱射擊遊戲，然而玩家的反應普遍不佳。

## 後續影響
《星艦戰將》影響了之後許多的作品，例如好莱坞著名科幻電影《異形2》（Aliens）受其影響，而《異形2》又接連影響了許多作品。
- 電影《異形2》（Aliens）中，飾演殖民地陸戰隊的演員們被要求必須先讀過《星艦戰將》小說，作為戲前訓練的一部分。
- 機動步兵的概念被之後的日本機器人動畫（特别是“真实系”）吸收，如《機動戰士鋼彈》系列中的机动战士（mobile suit）就是来源于机动步兵（Mobile Infantry）使用的动力服（powered suit）。《超時空要塞》中巨人族的武裝也是同样。
- 《戰鎚40000》系列中的装备动力装甲的太空陆战队（Space Marines）以及蝗虫般的泰兰虫族（Tyranids），神灵族（Eldars）则在某些方面与瘦人相似。
- 遊戲《銀河生死鬥》（Tribes）系列中的噴射裝甲。
- 《BattleTech》系列。
- 遊戲（HALO）系列主角士官長的裝甲衣、武器、以及蟲族的概念。